# Viaduto do Chá
O Viaduto do Chá foi o primeiro viaduto a ser construído na cidade de São Paulo, localizado no Vale do Anhangabaú, no centro da cidade. Foi idealizado pelo francês Jules Martin em 1877, mas inaugurado apenas em 6 de novembro de 1892. Na época, foi construído com estrutura metálica, que com o passar do tempo se tornou inadequada, inclusive com riscos de queda. Por este motivo, ao lado da antiga estrutura foi construído um novo viaduto, com a estrutura de concreto armado presente até os dias de hoje. Após a inauguração deste novo viaduto, em 1939, o antigo foi desmontado.
Por ser uma região de intenso trânsito de pessoas, o Viaduto do Chá costuma servir de plano de fundo para muitas entrevistas e enquetes de programas de televisão. A construção também é um local muito usado para locações externas de novelas e filmes que se passam no centro de São Paulo, como, por exemplo, a telenovela da Rede Globo Tempos Modernos, que teve grande parte de suas cenas gravadas no Vale do Anhangabaú e no chamado "Centro Velho" da capital paulista.

## História

### Antecedentes
Antes da construção do Viaduto do Chá, o Vale do Anhangabaú era separado pelo rio de mesmo nome dividindo a região. A área pertenceu ao Barão de Itapetininga, uma propriedade herdada de seu tio, Coronel Francisco Xavier dos Santos, conhecida como “Chácara do Chá”, localizada no “Morro do Chá”, cujos limites eram a Rua Líbero Badaró e todo o Vale do Anhangabaú, Largo da Memória, Rua Sete de Abril, Avenida Ipiranga e Praça da República, indo até a Avenida São João e daí até a Rua Líbero Badaró novamente. 
No ano de 1862, a Câmara Municipal foi autorizada a abrir uma rua que fizesse a ligação entre a Praça da República e a Rua Formosa. Em 1875, parte das terras foi desapropriada no "Morro do Chá", para a abertura da rua que deveria se chamar “Rua do Chá”. Em 7 de maio de 1875, o vereador José Homem Guedes Portilho propôs que recebesse o nome de "Rua Barão de Itapetininga”, o que foi aprovado.
O Viaduto do Chá tinha início na Rua Direita e terminava na Rua Barão de Itapetininga, na região conhecida como Morro do Chá (que ganhou esse nome por causa de inúmeras plantações de chá preto que havia na área; como originalmente era plantada na Índia, uma possessão inglesa, também era conhecida como chá-da-índia), onde hoje se encontram os distritos da República e da Consolação.
Os moradores do morro costumavam ter dificuldades para se locomover da atual Rua Líbero Badaró para o lado em que se localiza o Theatro Municipal: era preciso descer a encosta pela Rua Doutor Falcão Filho até o Largo do Piques, atravessar a Ponte do Lorena sobre o Ribeirão do Anhangabaú e, na Ladeira da Memória, seguir pela Ladeira do Paredão, atual Rua Coronel Xavier de Toledo. 
Na Líbero Badaró, havia ainda a chácara e a casa da viúva do Barão de Itapetininga, que se casou com o Barão de Tatuí. Estes se opunham à construção do viaduto. E houve uma demanda judicial que durou alguns meses, que por fim deu ganho de causa ao Município. No mesmo dia, o povo, com picaretas e marretas, iniciou a demolição do solar, expulsando o casal da moradia.
Onde se localiza o Theatro Municipal era a serraria do alemão Gustavo Sydow, em terras que faziam parte da Chácara do Barão de Itapetininga, que foi loteada após o falecimento do mesmo.

### Construção
Idealizado pelo cidadão francês Jules Martin, foi o primeiro viaduto construído na cidade. A proposta da ponte sobre o vale foi apresentada à Intendência Municipal em 1887. Seu nome derivou do Morro do Chá, como era conhecida a chácara baronesa de Tatuí (onde era plantado esse tipo de erva), que ficava próximo às plantações de chá da Índia. Ao ser criado, o viaduto tinha como intenção ligar as ruas Direita e Barão de Itapetininga. Os trabalhos começaram apenas em 1888, mas foram interrompidos um mês depois: o Barão de Tatuí se opôs à demolição de seu solar, onde vivia com a viúva do Barão de Itapetininga. A briga foi parar na Justiça, porém meses depois foi dado ganho de causa ao Município. No mesmo dia em que saiu o veredicto da Justiça, a população favorável à obra, munida de picaretas e marretas, pôs-se a demolir o solar, expulsando os moradores dali, e o projeto pôde ter continuidade.

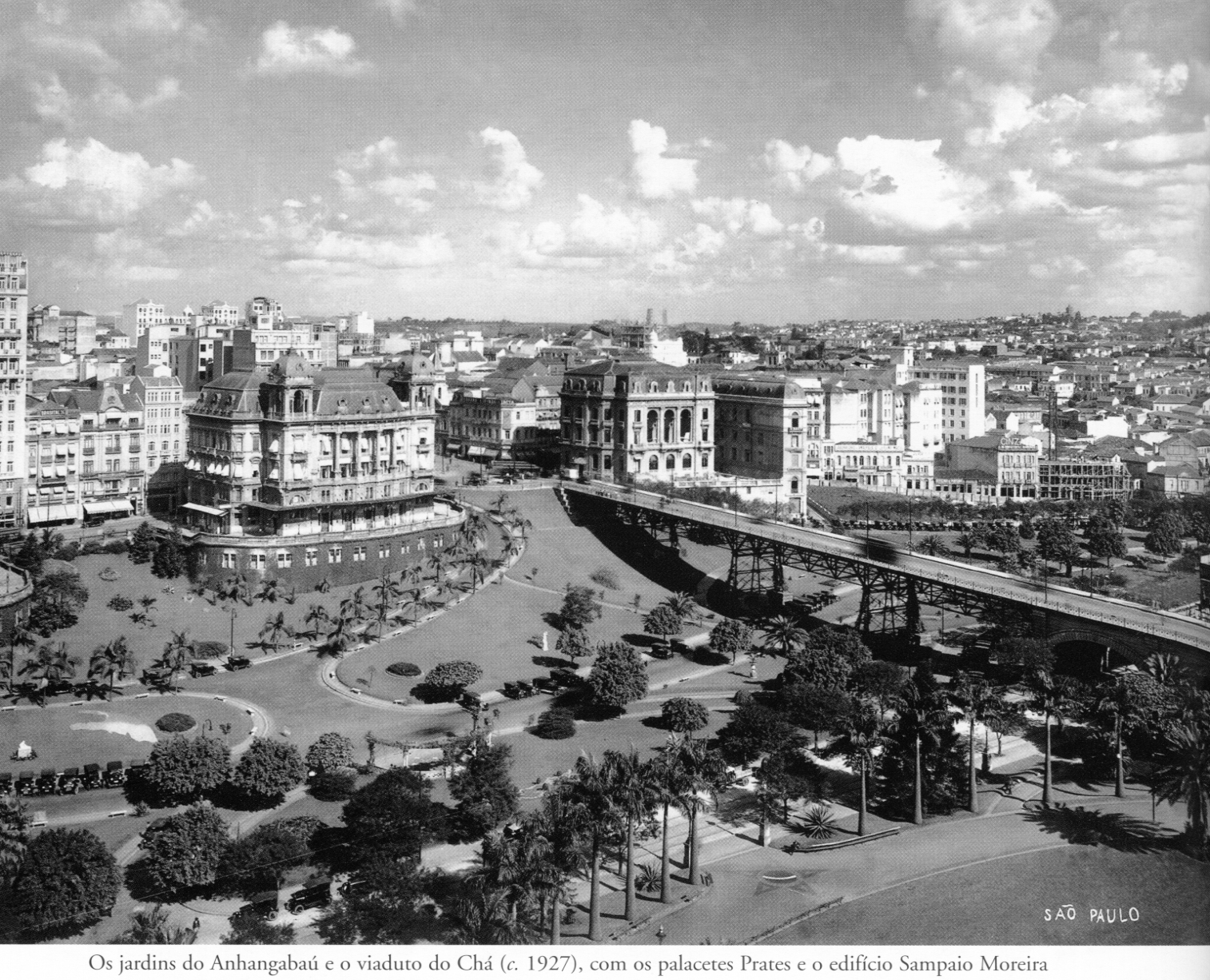
Palacetes Prates e Vale do Anhangabaú, década de 1920

A Companhia Paulista de Chá ficou com os direitos do projeto, quando foi retomado em 1889, porém enfrentou problemas financeiros e quase foi à falência. Então o município transferiu a responsabilidade da concepção para a Companhia de Ferro Carril de São Paulo. Esta encomendou uma estrutura metálica que compõe o viaduto à empresa alemã Harkort, de Duisburgo, que chegou ao Brasil em maio de 1890. O viaduto foi concluído dois anos depois, tendo sua inauguração em 6 de novembro de 1892. Em um primeiro momento, possuía 240 metros de comprimento, sendo 180 de estrutura metálica e 60 da Rua Barão de Itapetininga aterrada; catorze metros de largura, sendo nove da passagem central e cinco de passarelas laterais (com assoalhos de prancha de madeira); vinte metros de distância do rio; e arco central de 34 metros. O viaduto era iluminado por 26 lâmpadas a gás e contava, para fins estéticos, com obras de arte em suas quatro extremidades e balaustrada de bronze, com o logotipo da Companhia de Ferro.
Para pagar as despesas, eram cobrados sessenta réis ou três vinténs para a utilização da passagem, o que na época garantiu o apelido de Viaduto dos Três Vinténs. Existia um portão no local para controlar a passagem e restringir seu uso no período da noite. O portão só foi removido, tornando o viaduto gratuito, em 1897, quando o vereador Pedro Augusto Gomes Cardim, apoiado por uma petição popular, levou uma moção à Municipalidade.
Por lá costumavam passar pessoas refinadas, que se dirigiam aos cinemas e às lojas da região e, depois de 1911, ao Theatro Municipal. Por muito tempo, o Viaduto do Chá também foi utilizado por suicidas.

### Reconstrução
Com o passar do tempo, a cidade foi crescendo, e o número de pessoas que passavam pelo viaduto aumentando a cada dia. Nos anos 1930, foi constatado que a construção de metal alemão com assoalho de madeira passou a não suportar mais esse volume. Assim, após estudos teve início a construção do novo viaduto, feito de concreto armado e com o dobro de largura, que foi entregue à população em 18 de abril de 1938. Após a inauguração do novo viaduto, começou o desmonte do antigo. Dessa forma, até os dias de hoje o viaduto é usado como passarela para carros e pedestres, sendo referência da Zona Central da cidade. Durante o centenário, o viaduto sofreu sua última mudança até os dias de hoje, a reforma dos pisos.

## Estado atual

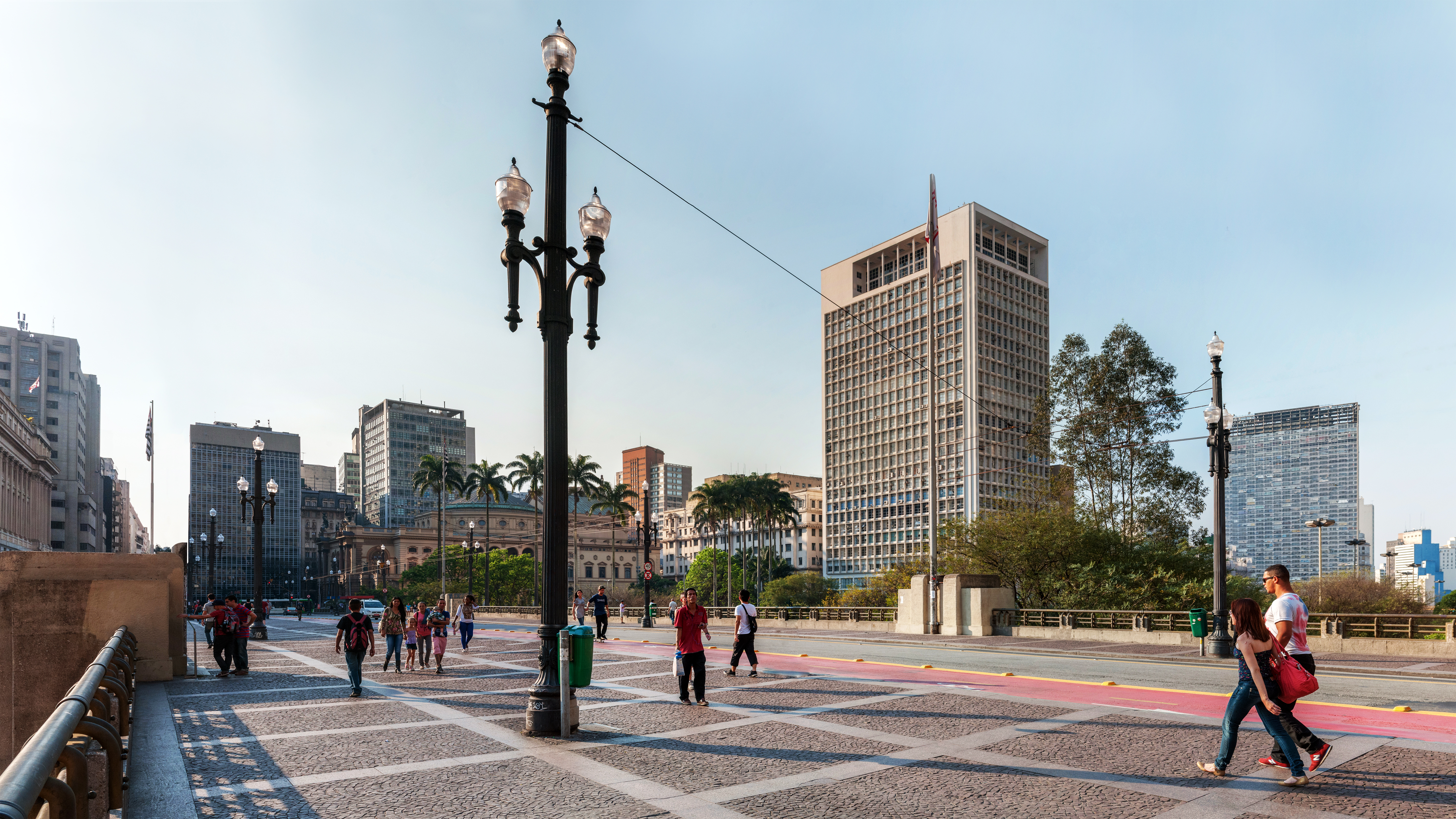
Circulação de pessoas no Viaduto do Chá, registro realizado em 2014.

Hoje em dia, o Viaduto do Chá possui 204 metros de extensão e liga duas ruas tradicionais de São Paulo: a Rua Direita e a Rua Barão de Itapetininga. Durante muito tempo, o viaduto foi um dos principais cartões postais de São Paulo e importante ponto turístico da cidade. Atualmente, apesar de ser importante tanto para a locomoção quanto turisticamente, ele perdeu um pouco de sua "essência" e passou a ser mais um local tradicional. Entretanto, hoje o viaduto passou a ser um dos locais mais fotografados para cartões postais de São Paulo. No local encontram-se também os edifícios da Prefeitura de São Paulo e do Shopping Light, ambos localizados no “centro novo” da cidade, sendo considerado um dos pontos turísticos da cidade.

## Eventos
Mesmo sendo um viaduto, em virtude da importância histórica e localização central, o local é muito utilizado para shows e eventos culturais, como por exemplo o evento de moda Casa de Criadores, que ocorreu em 2006 e em 2015, a Virada Cultural de São Paulo e para desfile dos blocos de carnaval de São Paulo, que acontecem anualmente.